# Hex'Air
Hex'Air is een Franse luchtvaartmaatschappij en heeft haar thuisbasis op het vliegveld Le Puy – Loudes, bij Le Puy-en-Velay.

## Geschiedenis
Hex'Air is opgericht in 1991 en kwam in handen van Pan Européenne Air Service.

## Bestemmingen
Hex'Air voert de volgende lijnvluchten uit:
- Le Puy - Parijs (Luchthaven Orly)
- Castres (Luchthaven Castres-Mazamet) - Rodez - Lyon

## Vloot
De vloot van Hex'Air bestaat uit:
- twee stuks Beechcraft 1900D[2]